# Teodor Lektor
Teodor Lektor (gr. Θεόδωρος Αναγνώστης, VI wiek) – lektor przy kościele Hagia Sofia w Konstantynopolu. Autor dzieła Historia Kościoła (Historia tripartita łac. "Historia trzyczęściowa") skompilowanego z prac Sokratesa Scholastyka, Sozomenosa i Teodoreta z Cyru, składającego się z 4 ksiąg, z których zachowały się dwie pierwsze. Treść pozostałych znamy jedynie ze streszczenia, powstałego na przełomie VII/VIII wieku.